# Battaglia tra i giocattoli
Battaglia tra i giocattoli (Toy Tinkers) è un film del 1949 diretto da Jack Hannah. È un cortometraggio animato realizzato, in Technicolor, dalla Walt Disney Productions, uscito negli Stati Uniti il 16 dicembre 1949 e distribuito dalla RKO Radio Pictures. È stato distribuito anche con i titoli Paperino e l'albero di Natale, L'aggiustagiocattoli, Paperino, Cip e Ciop e i regali di Natale e Paperino ancora nei guai.
Battaglia tra i giocattoli venne candidato per l'Oscar al miglior cortometraggio d'animazione ai Premi Oscar 1950, ma perse a favore di Per motivi sentimentali.

## Trama
Nel periodo di Natale, Paperino abbatte un piccolo abete per addobbarlo. Cip e Ciop lo osservano e, incuriositi, lo seguono fin dentro casa, dove rimangono deliziati dai dolci e dalle noci, e cominciano a fare scorta di cibo. Paperino, però, li scopre e si traveste da Babbo Natale; porge in dono a Ciop una noce, a Cip una noce più grande. Cip e Ciop cominciano a litigare per la noce più grande, ma alla fine scoprono che all'interno di essa Paperino tiene in pugno una pistola. I due scoiattoli vengono costretti ad entrare in un camioncino giocattolo, che Paperino fa capitombolare. Il papero, non ancora soddisfatto, spara a Cip e Ciop, che, per vendicarsi, decidono di sparare a loro volta a Paperino. Ben presto il tutto diventa un conflitto a fuoco, alla fine del quale Paperino, dopo essersi fatto saltare in aria con la dinamite e aver distrutto l'albero, sventola una bandiera bianca in segno di arresa. Cip e Ciop tornano quindi nella loro tana con una modesta refurtiva.

## Distribuzione

### Edizione italiana
Il corto arrivò in Italia nell'aprile 1985 e venne incluso nella videocassetta Le avventure di Cip e Ciop in lingua originale. Nel 1989, per l'uscita nei cinema, il corto fu doppiato in italiano dal Gruppo Trenta e venne abbinato al Classico Disney Oliver & Company con il titolo Paperino e l'albero di Natale (nonché L'aggiustagiocattoli). Tale doppiaggio venne poi usato per le trasmissione televisive e nelle varie edizioni home video successive con il titolo definitivo Paperino ancora nei guai.

### Cinema
- Oliver & Company (1° dicembre 1989)[1][3][4]

### Edizioni home video

#### VHS
- Le avventure di Cip e Ciop (aprile 1985)[2]

#### DVD
Il cortometraggio è stato incluso nei DVD Il Natale più bello, Cip & Ciop - L'albero dei guai, Walt Disney Treasures: Semplicemente Paperino - Vol. 3 e Paperino e i corti di Natale.